# Georges Doutrepont
Georges Doutrepont (* 17. Oktober 1868 in Herve; † 26. Mai 1941) war ein belgischer Romanist, Sprachwissenschaftler und Literaturwissenschaftler.

## Leben und Werk
Georges Doutrepont (nicht zu verwechseln mit seinem älteren Bruder Auguste Doutrepont) studierte in Lüttich bei Maurice Wilmotte, bestand 1890 die Agrégation, wurde Lektor an der Universität Halle und 1891 Nachfolger von Joseph Bédier an der Universität Freiburg in der Schweiz. Von 1894 bis 1938 war er an der Katholischen Universität Löwen Ordinarius für französische Literatur als Nachfolger von Léon de Monge (1834–1894). Zusammen mit François Bethune gründete er das Seminar für romanische Philologie und die Zeitschrift Bulletin d'histoire linguistique et littéraire française des Pays-Bas. Während des Ersten Weltkrieges lehrte er in Paris an der École pratique des hautes études. Zu Beginn des Zweiten Weltkrieges floh er nach Montpellier. Er starb in Belgien.
Georges Doutrepont wurde 1921 in die Académie royale de langue et de littérature françaises de Belgique gewählt und 1930 als Vollmitglied in die Königliche Akademie der Wissenschaften und Schönen Künste von Belgien. Er war Ehrendoktor der Universitäten Bordeaux (1929) und Montpellier (1934) sowie korrespondierendes Mitglied der Académie des Inscriptions et Belles-Lettres.

## Werke
- Tableau et théorie de la conjugaison dans le wallon liégeois, Lüttich 1891
- Étude linguistique sur Jacques de Hemricourt et son époque, Brüssel 1892
- (Übersetzer mit Auguste Doutrepont) Wilhelm Meyer-Lübke, Grammaire des langues romanes, Bde. 2–4, Paris 1895–1906, Genf/Marseille 1974
- (Hrsg.) Inventaire de la "librairie" de Philippe le Bon (1420), Brüssel 1906, Genf 1977
- La Littérature française à la cour des ducs de Bourgogne Philippe le Hardi, Jean sans Peur, Philippe le Bon, Charles le Téméraire, Paris 1909, Genf 1970
- Les Types populaires de la littérature française, 2 Bde., Brüssel 1926–1928
- Les Prénoms français à sens péjoratif, Brüssel 1929
- La Condamnation de banquet de Nicole de La Chesnaye, Brüssel 1931
- Jean Lemaire de Belges et la Renaissance, Brüssel 1934, Genf 1974
- (Hrsg. mit Omer Jodogne) Chroniques de Jean Molinet, 3 Bde., Brüssel 1935–1937
- Les Proscrits du coup d'État du Deux-Décembre 1851 en Belgique. Notes historiques et littéraires, Brüssel 1938
- Histoire illustrée de la littérature française en Belgique. Précis méthodique, Brüssel 1939
- Les Mises en prose des épopées et des romans chevaleresques du XIVe au XVIe siècle, Brüssel 1939, Genf 1969, 2011
- La littérature et la société, Brüssel 1942